# Adalgisa Colombo
Adalgisa Colombo Teruzkin, née le 11 janvier 1940 et morte le 17 janvier 2013 à Rio de Janeiro, a été élue Miss Brésil 1958. Elle a été élue 1re dauphine de Miss Univers 1958. 
Elle est surnommée « La Colombo » par la presse brésilienne.

## Biographie
Adalgisa Colombo est née le 11 janvier 1940 à Rio de Janeiro, au Brésil. Elle a vécu dans le quartier de Botafogo. Elle a fait ses études au lycée français de Laranjeiras.
Elle commence en 1955 sa carrière dans le mannequinat en défilant pour la Casa Canadá où elle fut formée en même temps qu'Ilka Soares par la directrice et responsable des défilés de mode, Mena Fiala,.  
Elle incarne en 1956 le rôle de Terezinha dans la comédie musicale brésilienne Com Água na Boca réalisé par le réalisateur croate J.B. Tanko. L'année suivante, elle apparait dans le film dramatique Dieu seul m'arrêtera du réalisateur italien, Renato Polselli.

### Miss District fédéral 1958
Adalgisa Colombo représente Botafogo à l'élection de Miss District fédéral 1958 au Ginásio do Maracanãzinho en juin 1958. Déclarée vainqueur, lors de sa pose sur le podium à la demande des photographes, elle subit les huées du public en raison de sa préférence pour sa 1re dauphine, Ivone Richter, Miss Riachuelo. Une pluie d'en-cas provenant du service de la Confiserie Colombo sera jetée dans sa direction. Émue, elle déclara après sa victoire : « Je ne m'attendais pas à la terrible réception que j'ai eue. C’était un manque d’éducation pour beaucoup de gens. » Elle appuya notamment ses dires sur les propos de personnes du public qui avaient nommées le concours de marmelade Colombo : « Je n’ai rien demandé à personne. Le programme du concours était parfait. Je ne comptais même pas sur la victoire, car j'espérais que Miss Riachuelo, que je considère belle, serait la gagnante. » Elle révéla que deux ou trois candidates des 26 candidates ne la traitaient pas bien après sa victoire,.
La cérémonie a été animée par le journaliste brésilien Hilton Gomes. Le jury était composé de Dinah Silveira de Queirós, Mateus Fernandes, Gerson Pinheiro, Waldemar Areno, Reinaldo Reis, Nazareth, J. G.de Araújo Jorge, Alceu Pena, Adolfo Graça Couto, Edson Varela et Orlando Mota,.
Ses dauphines :
- 1re dauphine - Ivone Richter, Miss Riachuelo Club
- 2e dauphine - Ivone Gonçalves, Miss Clube da Aeronáutica
- 3e dauphine - Avani Maura Fonseca, Miss Clube Milita
- 4e dauphine - Mirna Abi-Sabre, Miss Vasco da Gama

### Élection Miss Brésil 1958
Élue successivement Miss District fédéral, Adalgisa Colombo fut élue Miss Brésil 1958 le 19 juin 1958, au Ginásio do Maracanãzinho de Rio de Janeiro, à 18 ans. Elle succède à l'amazonienne Terezinha Morango, Miss Brésil 1959. 
Elle est la première représentante du District fédéral à participer à Miss Brésil. Ainsi, elle est la première carioca à remporter le titre.
Ses dauphines :
- 1re dauphine - Sônia Maria Campos, Miss Pernambuco
- 2e dauphine - Denise Guimarães, Miss Minas Gerais
- 3e dauphine - Carmen Erhardt, Miss Santa Catarina
- 4e dauphine - Madalena Fagotti, Miss São Paulo

### Élection Miss Univers 1958
Adalgisa Colombo représente le Brésil le 25 juillet 1958 à l'élection de Miss Univers 1958 à Long Beach, aux États-Unis. À la fin du concours, Adalgisa Colombo et Luz Marina Zuluaga sont ex-æquo avec 404 points comme l'année précédente entre Terezinha Morango et Gladys Zender. La décision de départager les deux candidates fut prise par le président du jury, Vincent Trotta, directeur exécutif et artistique de Paramount. Le titre de 1re dauphine lui fut attribué, faisant gagner au Brésil sa deuxième année consécutive à remporter ce titre. Vincent Trotta  déclara plus tard à la presse que sa préférence était porté personnellement sur Adalgisa Colombo, mais qu'il savait qu'elle ne voulait pas être élue Miss Univers pour les engagements internationaux inhérents au titre car elle avait l'intention de retourner au Brésil à la fin de la cérémonie où elle avait prévu de se marier dans quelques semaines. Ainsi, il opta pour la colombienne Luz Marina Zuluaga. 

### L'Après Miss Brésil
Grâce à l'élection de Miss Univers 1968, Adalgisa Colombo est invitée aux défilés de mode en Amérique et en Europe. Elle transmet le 18 juin 1959 le titre de Miss Brésil à son successeur, Vera Regina Ribeiro, Miss Brésil 1959.
Elle travaille dans les années 1960 comme animatrice de radio sur Rádio Globo ou encore animatrice de télévision de TV Rio où elle a présenté plusieurs émissions télévisées où la plupart étaient destinées à un public féminin. Elle présente avec Murilo Néri la 1re édition du Festival international des chansons populaires en 1966.
Elle est membre du jury le 22 juin 1973 à l'élection de Miss Brésil 1973 en compagnie de Clodovil Hernandes et Zacarias do Rego Monteiro. 
Le site internet Misses do Brasil lui rend hommage en 2004 en tant que « Miss Brésil inoubliable » à l'occasion de l'anniversaire des 50 ans du concours Miss Brésil. De nouveau, elle devient de nouveau membre du jury à l'élection de Miss Brésil 2005. 
En mars 2008, elle est présidente du jury de l'élection de Miss Paraná 2008 où elle aura la faveur de couronner la gagnante du titre, Bronie Cordeiro Alteiro.
Début août 2009, elle commente en direct la transmission de l'élection de Miss Univers 2009 avec Renata Fan, Miss Brésil 1999 et Deise Nunes, Miss Brésil 1986. Questionnée sur l'élection, elle considéra la victoire de Stefania Fernandez comme étant truquée en faveur du Venezuela, qui a remporté le titre de Miss Univers pour la 2e année consécutive. Elle avait déclarée au journal O Globo à ce propos : « C'était truqué. Le concours était très stupide, très commercial, avec les intérêts particuliers de Donald Trump, qui doit avoir des intérêts au Venezuela »,. 
Après son décès, le film documentaire Sorria, você está na Barra! écrit et réalisé par Izabel Jaguaribe sort en août 2013 au cinéma. Le film recense le témoignage de onze personnalités comme Letícia Spiller et Eduardo Paes concernant la naissance du quartier de Barra da Tijuca et de sa croissance dans les années 60.

### Vie privée
Adalgisa Colombo épouse l'homme d'affaires et diplomate brésilien Jackson Flores en août 1958 avec lequel elle va vivre à New York pendant quatorze ans. Elle donnera naissance à un garçon.
Elle épouse de nouveau un homme d'affaires et constructeur brésilien dans l'immobilier, Flávio Teruszkin. Après cette union, elle se convertit au judaïsme, religion de son époux. À la fin des années 80, le couple, qui a adopté deux enfants, s'installe au Portugal, fuyant la vague d'enlèvements qui sévit à Rio de Janeiro,.

### Décès
Adalgisa Colombo décède le 17 janvier 2013 à l'âge de 73 ans à Rio de Janeiro. Les causes de son décès n'ont pas été divulguées par la famille. 
Son corps est enterré au cimetière israélite de Vilar dos Teles, Belford Roxo, en Baixada Fluminense, à Rio de Janeiro.

## Filmographie
- 1955: Trabalhou bem, Genival de Luiz de Barros
- 1956: Com Água na Boca de J.B. Tanko : Terezinha
- 1957: Dieu seul m'arrêtera (Solo Dio mi fermerà) de Renato Polselli
- 1974: Assim Era a Atlântida de Carlos Manga (documentaire)
- 2013 : Sorria, você está na Barra! d'Izabel Jaguaribe (documentaire)

## Émissions
- 1965: Présentatrice de Rio Hit Parade, animée avec Murilo Néri sur TV Rio
- 22 octobre au 30 octobre 1966 : 1re édition du Festival Internacional des chansons populaires animé avec Murilo Néri sur TV Rio
- 1er juillet 1967: Membre du jury de Miss Brésil 1967, animé par Paulo Marx et Marly Bueno sur TV Tupi
- Années 1970 : Membre du jury du Programa Mauro Montalvão sur TV Tupi
- 23 juin 1972 : Membre du jury de l'élection de Miss Brésil 1972 sur Rede Tupi
- 22 juin 1973 : Membre du jury de l'élection de Miss Brésil 1973, animé par Paulo Max sur Rede Tupi.
- 14 avril 2005 : Membre du jury de Miss Brésil 2005 sur Rede Tupi et Rede Bandeirantes.
- 21 mars 2008 : Présidente du jury de l'élection de Miss Paraná 2008, animée par Cristina Calixto et Kadu Fabretti sur TV Maringá.
- 17 avril 2008 : Invitée de l'élection de Miss Brésil 2008, animée par Nayla Micherif et Guilherme Arruda sur Rede Bandeirantes.
- 23 août 2009 : Commentatrice de l'élection de Miss Univers 2009 avec Renata Fan et Deise Nunes sur Rede Bandeirantes.

## Postérité

### Hommages

#### Places, rues, monuments
- L'Axe métropolitain Nord-Sud fut renommé l'Avenue Adalgisa Colombo en son honneur dans le quartier de Jacarepaguá de la ville de Rio de Janeiro sous le décret du maire de Rio de Janeiro, Eduardo Paes en mai 2015[22].

#### Autres
- À l'occasion de l'anniversaire des 50 ans du concours Miss Brésil, le site internet Misses do Brasil lui rend hommage en la nommant comme « Miss Brésil inoubliable » en 2004.
- Lors de l'anniversaire des 50 ans de son élection, une séquence de son règne en tant que Miss Brésil 1958 est diffusé pendant la cérémonie de Miss Brésil 2008 en son hommage[23].